# Arabia (provincia romana)
Arabia Petrea, detta anche Provincia d'Arabia o Arabia, era una provincia di frontiera dell'Impero romano creata nel II secolo.

## Statuto
Creata nel 106 da Traiano e affidata ad un legatus Augusti pro praetore di rango pretorio.
Diocleziano ampliò ulteriormente questa provincia, con l'inclusione dell'odierna Israele; dopo la riforma, l'Arabia fece parte della diocesi d'Oriente.
| EVOLUZIONE DELLE PROVINCE ORIENTALI-MERIDIONALI (FUTURA DIOCESI ORIENTIS) | EVOLUZIONE DELLE PROVINCE ORIENTALI-MERIDIONALI (FUTURA DIOCESI ORIENTIS) | EVOLUZIONE DELLE PROVINCE ORIENTALI-MERIDIONALI (FUTURA DIOCESI ORIENTIS) | EVOLUZIONE DELLE PROVINCE ORIENTALI-MERIDIONALI (FUTURA DIOCESI ORIENTIS) | EVOLUZIONE DELLE PROVINCE ORIENTALI-MERIDIONALI (FUTURA DIOCESI ORIENTIS) | EVOLUZIONE DELLE PROVINCE ORIENTALI-MERIDIONALI (FUTURA DIOCESI ORIENTIS) | EVOLUZIONE DELLE PROVINCE ORIENTALI-MERIDIONALI (FUTURA DIOCESI ORIENTIS) | EVOLUZIONE DELLE PROVINCE ORIENTALI-MERIDIONALI (FUTURA DIOCESI ORIENTIS) | EVOLUZIONE DELLE PROVINCE ORIENTALI-MERIDIONALI (FUTURA DIOCESI ORIENTIS) | EVOLUZIONE DELLE PROVINCE ORIENTALI-MERIDIONALI (FUTURA DIOCESI ORIENTIS) | EVOLUZIONE DELLE PROVINCE ORIENTALI-MERIDIONALI (FUTURA DIOCESI ORIENTIS) | EVOLUZIONE DELLE PROVINCE ORIENTALI-MERIDIONALI (FUTURA DIOCESI ORIENTIS) |
| ------------------------------------------------------------------------- | ------------------------------------------------------------------------- | ------------------------------------------------------------------------- | ------------------------------------------------------------------------- | ------------------------------------------------------------------------- | ------------------------------------------------------------------------- | ------------------------------------------------------------------------- | ------------------------------------------------------------------------- | ------------------------------------------------------------------------- | ------------------------------------------------------------------------- | ------------------------------------------------------------------------- | ------------------------------------------------------------------------- |
| prima della conquista romana                                              | regno di Siria (Seleucidi)                                                | regno di Siria (Seleucidi)                                                | regno di Siria (Seleucidi)                                                | regno di Commagene (vassall. regno d'Armenia)                             | regno di Commagene (vassall. regno d'Armenia)                             | Palmira (città indipendente)                                              | regno di Giuda (Asmonei)                                                  | regno di Giuda (Asmonei)                                                  | regno dei Nabatei                                                         | regno dei Nabatei                                                         | regno dei Nabatei                                                         |
| dal 64/63 a.C.                                                            | prov. di Siria                                                            | prov. di Siria                                                            | prov. di Siria                                                            | regno di Commagene (vassall. regno d'Armenia)                             | regno di Commagene (vassall. regno d'Armenia)                             | Palmira (città indipendente)                                              | regno di Giuda ("cliente" di Roma)                                        | regno di Giuda ("cliente" di Roma)                                        | regno dei Nabatei                                                         | regno dei Nabatei                                                         | regno dei Nabatei                                                         |
| dal 37 a.C.                                                               | Siria                                                                     | Siria                                                                     | Siria                                                                     | regno di Commagene (vassall. Parti)                                       | regno di Commagene (vassall. Parti)                                       | Palmira (città indipendente)                                              | regno di Giuda ("cliente" di Roma)                                        | regno di Giuda ("cliente" di Roma)                                        | regno dei Nabatei                                                         | regno dei Nabatei                                                         | regno dei Nabatei                                                         |
| dal 24 a.C.                                                               | Siria                                                                     | Siria                                                                     | Siria                                                                     | regno di Commagene ("cliente" di Roma)                                    | regno di Commagene ("cliente" di Roma)                                    | Palmira ("cliente" di Roma)                                               | regno di Giuda ("cliente" di Roma)                                        | regno di Giuda ("cliente" di Roma)                                        | prov. di Arabia Petrea (?)                                                | prov. di Arabia Petrea (?)                                                | prov. di Arabia Petrea (?)                                                |
| dal 6 d.C.                                                                | Siria                                                                     | Siria                                                                     | Siria                                                                     | regno di Commagene ("cliente" di Roma)                                    | regno di Commagene ("cliente" di Roma)                                    | Palmira ("cliente" di Roma)                                               | prov. di Giudea                                                           | prov. di Giudea                                                           | regno dei Nabatei ("cliente" di Roma)                                     | regno dei Nabatei ("cliente" di Roma)                                     | regno dei Nabatei ("cliente" di Roma)                                     |
| dal 19 d.C.                                                               | Siria (annessa Palmira)                                                   | Siria (annessa Palmira)                                                   | Siria (annessa Palmira)                                                   | regno di Commagene ("cliente" di Roma)                                    | regno di Commagene ("cliente" di Roma)                                    | Palmira (annessa a Siria)                                                 | Giudea                                                                    | Giudea                                                                    | regno dei Nabatei ("cliente" di Roma)                                     | regno dei Nabatei ("cliente" di Roma)                                     | regno dei Nabatei ("cliente" di Roma)                                     |
| dal 72                                                                    | Siria (annessa Commagene)                                                 | Siria (annessa Commagene)                                                 | Siria (annessa Commagene)                                                 | Siria (annessa Commagene)                                                 | Siria (annessa Commagene)                                                 | Siria (annessa Commagene)                                                 | Giudea e Palestina                                                        | Giudea e Palestina                                                        | regno dei Nabatei ("cliente" di Roma)                                     | regno dei Nabatei ("cliente" di Roma)                                     | regno dei Nabatei ("cliente" di Roma)                                     |
| dal 105/106                                                               | Siria                                                                     | Siria                                                                     | Siria                                                                     | Siria                                                                     | Siria                                                                     | Siria                                                                     | Giudea e Palestina                                                        | Giudea e Palestina                                                        | prov. di Arabia Petrea                                                    | prov. di Arabia Petrea                                                    | prov. di Arabia Petrea                                                    |
| dal 193/198                                                               | Syria Phoenice                                                            | Syria Phoenice                                                            | Syria Coele                                                               | Syria Coele                                                               | Syria Coele                                                               | Syria Coele                                                               | Syria Palaestina                                                          | Syria Palaestina                                                          | Arabia Petrea                                                             | Arabia Petrea                                                             | Arabia Petrea                                                             |
| al momento della divisione tetrarchica 293                                | Syria Phoenice                                                            | Syria Phoenice                                                            | Siria Coele                                                               | Siria Coele                                                               | Augusta Euphratensis                                                      | Augusta Euphratensis                                                      | Syria Palestina                                                           | Syria Palestina                                                           | Palaestina Salutaris                                                      | Palaestina Salutaris                                                      | Arabia                                                                    |
| al momento della Not. Dign. 400                                           | Phoenice                                                                  | Phoenice Libanensis                                                       | Syria Salutaris                                                           | Syria                                                                     | Augusta Euphratensis                                                      | Augusta Euphratensis                                                      | Palestina I                                                               | Palestina II                                                              | Palaestina Salutaris                                                      | Palaestina Salutaris                                                      | Arabia                                                                    |

## Storia
Gaio Elio Gallo, secondo prefetto d'Egitto, nel 25/24 a.C. guidò per volere di Augusto una spedizione inviata sulla costa peninsulare araba del Mar Rosso, nella cosiddetta Arabia Felix. Raggiunse e pose assedio a Ma'rib, la capitale del Regno di Saba nell'attuale Yemen, ma dovette ritirarsi perché decimato da epidemie.
I romani sotto Augusto mantennero guarnigioni nella penisola arabica occidentale fino a Leucecome (porto sulla costa araba vicino a dove ora si trova Medina), ma successivamente alla sua morte si ritirarono fino al Sinai.
I territori ad oriente del fiume Giordano furono rioccupati dai Romani solo un secolo dopo, ai tempi di Traiano, grazie all'intervento del governatore di Siria, Aulo Cornelio Palma Frontoniano, il quale annesse i nuovi territori della Petrea. A differenza però di altre province annesse in seguito alle campagne partiche degli anni 114-117, come Armenia, Mesopotamia e Assiria, la Petrea fu mantenuta anche dopo Traiano. Sebbene esposta a eventuali attacchi e razzie di Parti e Palmireni, non fu comunque sottoposta a continue incursioni come altre province liminari quali Germania e Nord Africa.

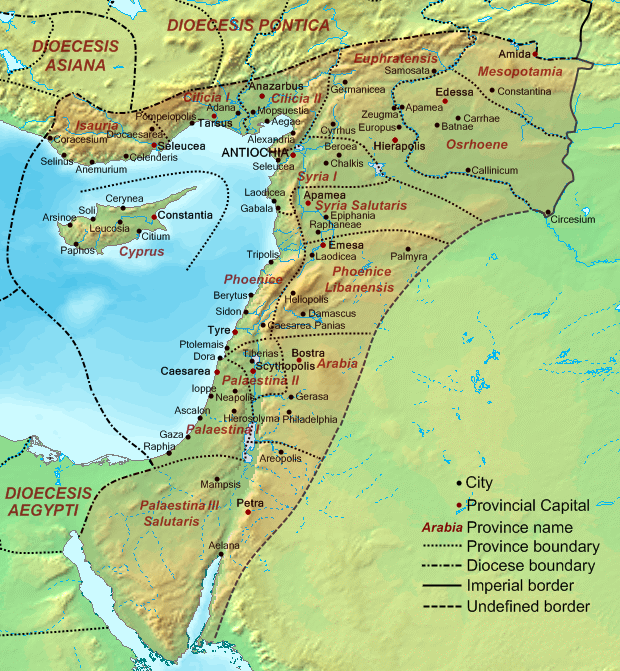
L'Arabia nella diocesi d'Oriente all'inizio del V secolo

Prima della conquista romana, sull'area regnava Rabbel II, ultimo sovrano dei Nabatei. Alla sua morte, la III legione mosse dall'Egitto fino a Petra, mentre la truppa di presidio siriana, nota come Sesta Ferrata, occupò Bostra. La conquista della Nabatea può essere ben descritta come un atto casuale, perché portata a termine da Traiano per consolidare il controllo dell'area prima di dare seguito ai progetti militari che aveva in mente per l'area. Non esistono prove per alcun pretesto per l'annessione (Rabbel II aveva un erede di nome Obodas) e pare che anche la resistenza incontrata sia stata blanda, come dimostrerebbe il fatto che i Nabatei servirono come truppe ausiliarie nell'esercito romano subito dopo la conquista. E la scarsa gloria che venne da questa conquista è attestata anche dal fatto che Traiano non assunse il titolo onorifico di "Arabico", come invece fece in occasione dell'annessione di altri territori. Inoltre, questa conquista non fu pubblicizzata ed esaltata fino al completamento della Via Traiana Nova, strada che si snodava da Bostra ad Aqaba, toccando però anche altri centri, come Petra. Sebbene l'imperatore elevò Bostra al rango di capitale, diede a Petra lo status di metropoli.
Con la conquista romana, il greco divenne la lingua ufficiale, com'era tipico nelle province orientali dell'Impero (fino a quel momento non si era diffusa molto, anzi quest'area era scarsamente ellenizzata). Ma il greco (sia come lingua che come cultura) si diffuse anche tra il popolo, soppiantando in pratica il nabateo e l'aramaico, come dimostrano le iscrizioni di Umm al-Quttayn. Scarse, invece, le attestazioni in latino.
Quando Gaio Avidio Cassio si ribellò pensando che l'imperatore Marco Aurelio fosse morto, non trovò alcun supporto nella Petrea. Stessa cosa accade quando il governatore siriano Pescennio Nigro si proclamò imperatore nel 193 d.C.
Quando al soglio imperiale salì Settimio Severo, egli privò la città siriana di Antiochia dello status di metropoli, per punirla di aver partecipato alla ribellione. Al contrario, la Legione III Cirenaica, ebbe il titolo onorifico di Severiana, mentre il governatore della Petrea, Publio Elio Severiano Massimo, fu mantenuto al suo posto come premio per la sua fedeltà. La Siria fu suddivisa in due parti e l'Arabia Petrea si espanse inglobando molte zone, tra cui il luogo di nascita del futuro imperatore Filippo l'Arabo.
Settimio Severo allargò questa provincia che era già ampia, così come allargò l'impero, con la conquista della Mesopotamia. L'Arabia divenne l'ideologica base di potere per Settimio Severo, nel Vicino Oriente romano. Ciò andò progressivamente riducendo l'ampiezza territoriale, il potere e il ruolo della Siria, che fu protagonista di molte rivolte.
L'Arabia divenne una specie di simbolo della lealtà a Settimio Severo. Sotto Diocleziano, la riorganizzazione tetrarchica dell'Impero (284-305) ampliò ulteriormente questa provincia, con l'inclusione dell'odierna Israele. Dopo Diocleziano, l'Arabia fece parte della Diocesi d'Oriente, che era parte della Prefettura d'Oriente. La provincia fu invasa e conquistata dai musulmani del califfo ‘Umar ibn al-Khattāb nel VII secolo.

## Esercito e difesa

### Legioni
A Bostra venne acquartierata la Legio III Cyrenaica, mentre il governatore provinciale fu inizialmente posizionato a Bostra stessa e poi a Petra.

### Auxilia
Vi erano poi numerose unità ausiliarie a difesa dei confini e delle principali strade che conducevano all'interno della provincia romana, per un totale di oltre 5.000 armati a partire dal principato di Traiano. È noto da alcune iscrizioni epigrafiche trovate nella provincia come segue:
nel 142 (sotto Antonino Pio)2 alae di cavalleria e 6 cohortes di fanteria (o miste), i cui nomi erano:
- per le ali si ricordano: la Gaetulorum veterana e la Ulpia dromadariorum Palmyrenorum miliaria;
- per le coorti, si ricordano: la I Augusta Thracum, I Hispanorum Cyrenaica, I Aelia classica,  II Aurelia classica, III Thracum civium Romanorum e VI Hispanorum.

## Geografia politica ed economica
La provincia era composta dall'ex regno nabateo (che comprendeva le odierne: Giordania, Siria meridionale, penisola del Sinai, e Arabia Saudita nord-orientale). Confinava con la provincia romana di Siria, con la provincia di Giudea e quella d'Egitto.
Al di là del relativamente fertile altopiano di Moab, con i suoi 400 mm annui di precipitazioni piovose. Il deserto stepposo e la natura inospitale sono comunque la norma (Sinai e Negev). Ci sono poi le zone costiere del Mar Rosso e il terreno roccioso.

### Maggiori centri provinciali
I centri politici importanti erano Petra e Bostra (o Busra). Esiste disaccordo su quale delle due sia stata la capitale della provincia. Con Traiano la capitale sarebbe stata Bostra, detta Traiana, mentre con Adriano fu Petra.

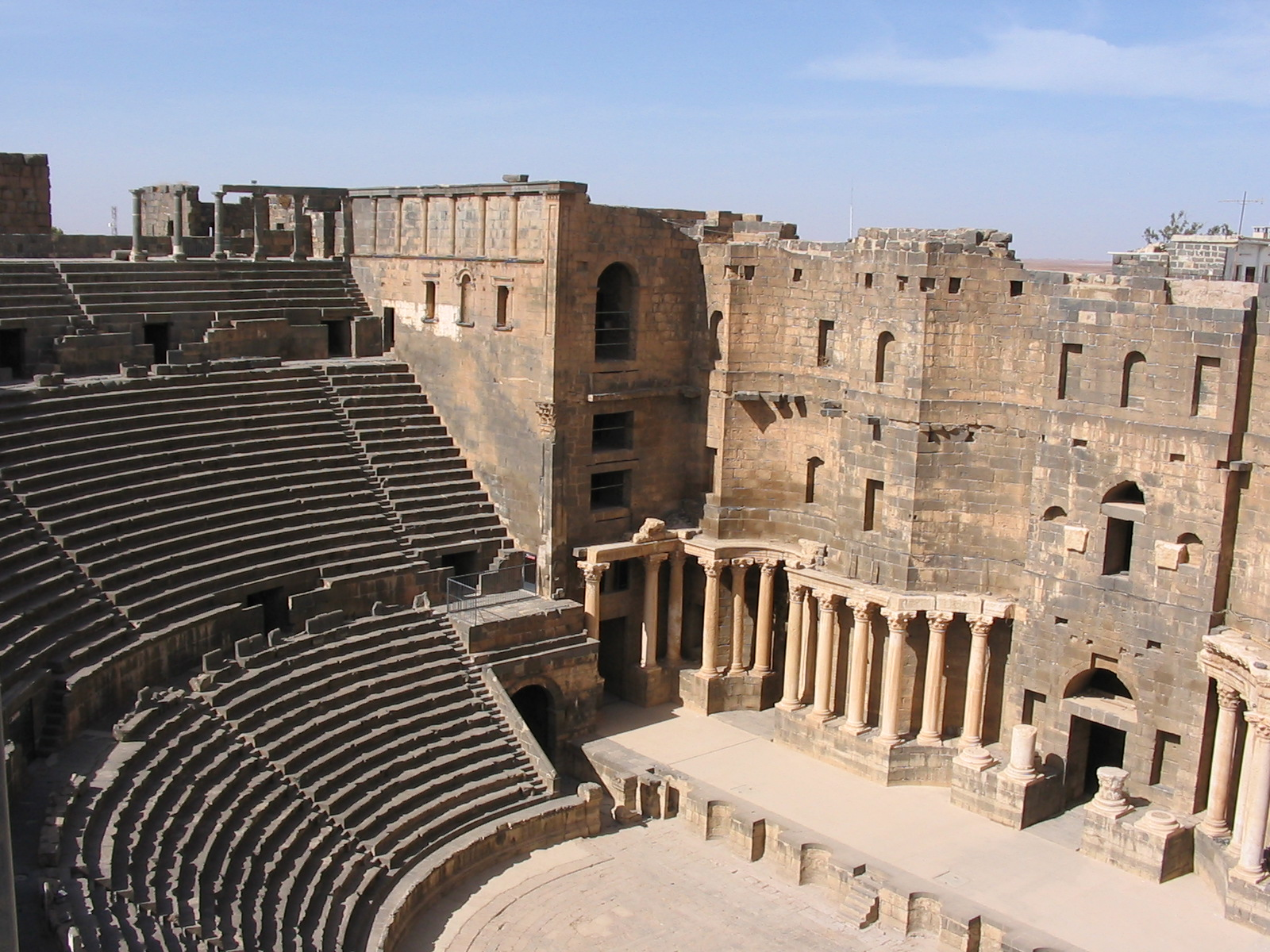
Rovine di Bostra.

### Principali vie di comunicazione
La Via Traiana Nova fu costruita dall'imperatore Traiano tra il 111 ed il 114. Era chiamata così, per distinguerla dalla Via Traiana in Italia. Essa collegava Aelana sul Mar Rosso con la fortezza legionaria di Bostra, distante 267 miglia romane. Il suo proseguimento naturale fu dalla fine del III secolo, la Strata Diocletiana, che congiungeva Bostra con il fiume Eufrate.